# Тополевка (Городнянский район)
Тополевка (укр. Тополівка) — посёлок,
Тупичевский сельский совет,
Городнянский район,
Черниговская область,
Украина.
Код КОАТУУ — 7421488402. Население по переписи 2001 года составляло 77 человек .

## Географическое положение
Посёлок Тополевка находится на расстоянии в 1,5 км от сёл Тупичев и Выхвостов.